# Charraix

Charraix este o comună în departamentul Haute-Loire, Franța. În 2009 avea o populație de 100 de locuitori.